# Багамский енот
Багамский енот (лат. Procyon  lotor maynardi) — хищное млекопитающее рода енотов семейства енотовых. Островной подвид енота-полоскуна (лат. Procyon lotor).

## Описание
Внешне багамский енот мало отличим от подвидов енота-полоскуна с материка (особенно этот подвид близок к гваделупскому еноту), однако меньше их в размерах, что, видимо, является примером островной карликовости. Длина головы с телом 41,5—60 см, длина хвоста 20—40,5 см. Самцы обычно крупнее самок. Окрас шкуры серый с лёгким оттенком охры на шее и передней части туловища. Однако могут встречаться практически чёрные особи. На хвосте имеется от 5 до 10 цветных колец.

## Ареал
Является эндемиком Багамских островов Карибского моря.

## Образ жизни
Ведёт преимущественно ночной образ жизни. Активен круглый год. Рацион состоит как из животной (мелкие беспозвоночные и позвоночные организмы), так и растительной (ягоды, орехи, семена) пищи. Во время спаривания образует пары, в остальное время ведёт одиночный образ жизни.
Беременность длится 9—10 недель, после чего самка рожает от 4 до 6 детёнышей. Половое созревание наступает у самцов в 2 года, а у самок в 1 год.

## Сохранение вида
В 1996 году МСОП классифицировал подвид как находящийся под угрозой, так как количество взрослых особей было менее 2 500. Из постоянного сокращения мест обитания багамского енота может постигнуть участь вымершего барбадосского енота. Однако до сих пор сколь-нибудь эффективные меры для сохранения данного вида не предпринимаются.